# Строительная надпись Юстиниана I

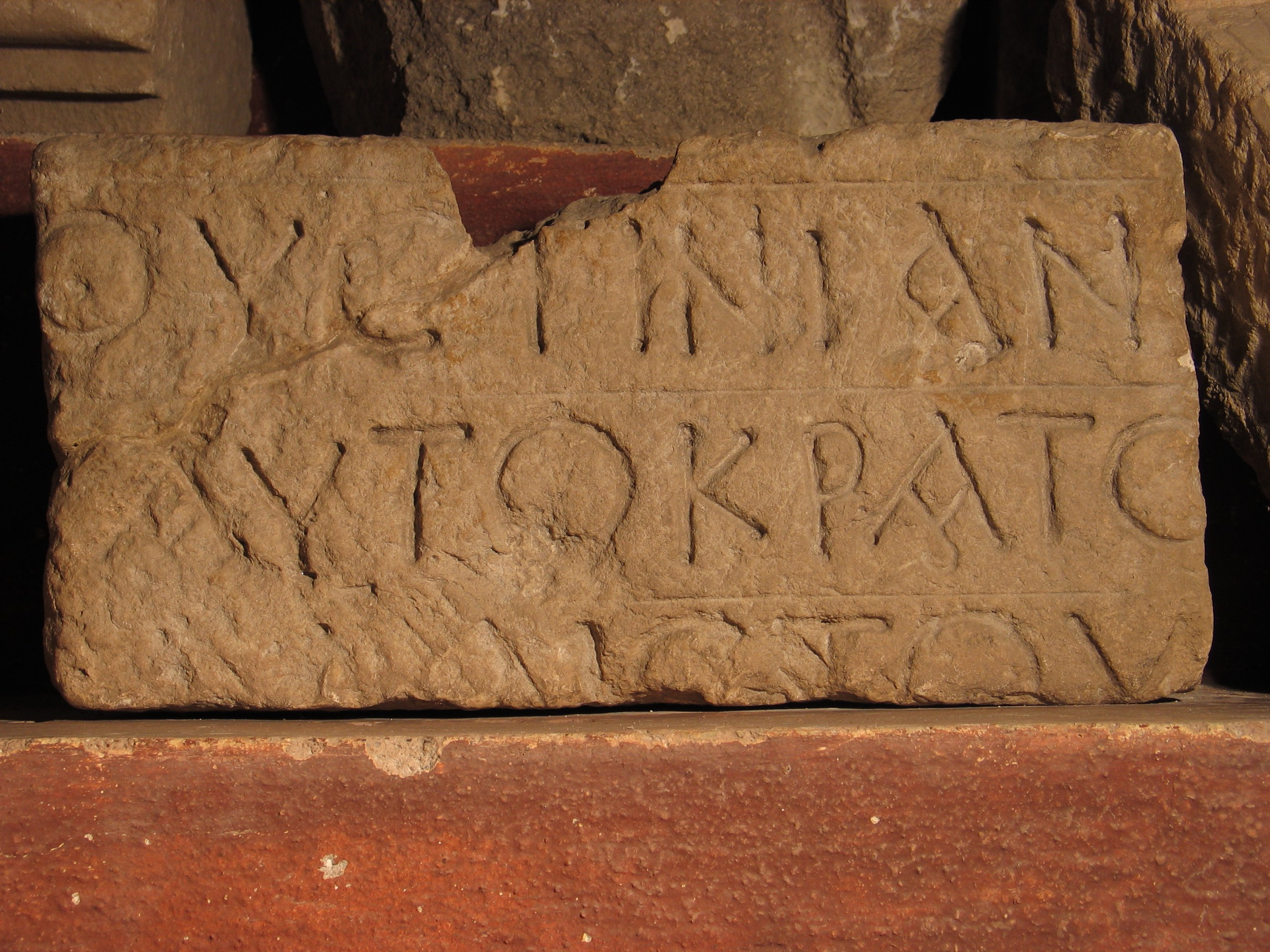
Надпись Юстиниана I

Строительная надпись Юстиниана I — принятое название самого раннего из известных мангупских эпиграфических памятников VI века, дата изготовления которого остаётся предметом научных дискуссий.

## Описание надписи
Надпись, на византийском греческом языке, выполнена на отёсанной со всех сторон (включая тыльную), кроме верхней, известняковой плите высотой 23,0 см, шириной 47,0 см и толщиной 17,5 см. Характер надписи — краткая формула и очень крупные буквы, позволяет сделать вывод, что она предназначалась для рассмотрения с большого расстояния и, видимо, была вставлена в стену. 
Предполагается, что надпись повествует о строительстве крепости на Мангупе, известном из трактата Прокопия Кесарийского «О постройках». 
Текст надписи гласит:
ср.-греч. ουστινιαν[οῦ] [το]ῦ̣ α̣ὐτοκράτο[ρος], [---] ἰ̣ν̣δ̣(ικτιῶνος) α̣ι̣, ἔ̣τ̣ο̣υ̣ — «…при (?)] Юстиниане самодержце …, в 11-й индикт, в .. году»

## Датировка
Датировка надписи, из-за неуверенного прочтения поврежденого текста — сохранились только верхние половины букв, а «11-й индикт» в правление Юстиниана I выпадал трижды, допускает и варианты, приходящиеся на 532—533, 547—548 или 562—563 год. Памятник хранится в фондах Херсонесского музея. В. В. Латышев, сопоставляя надпись с историческими событиями (занятие византийцами Боспора в 532—533 году) настаивал на этой дате, Ю. А, Кулаковский соотносил текст с поставлением епископа и строительством храма там же и придерживался даты 547—548 год: в наше время доводы обеих учёных признаны неубедительными и историки допускаю возможными все три даты.
Сущществует и проблема с местом первоначального расположения блока с надписью: исходя из слов Прокопия о том, что Юстиниан не строил для крымских готов крепостей, существует версия, что надпись была встроена в Каралезскую стену, приводя довод о совпадении ширины блоков там и там. Находка же надписи на плато и наличие блоков такого же размера в ранневизантийских стенах крепости делает второй вариант более вероятным, но остаётся проблема согласования со словами Прокопия.

## История
Артефакт был найден Р. Х. Лепером в 1913 году при раскопках Большой базилики, как вторично использованный (при этом с боков и снизу были стёсаны края плиты) при реконструкции храма, вывезен в Херсонес, но так и не был им опубликован. В марте 1916 года новый руководитель Херсонесского музея Л. А. Моисеев доставил описание и фотографии камня в Императорскую археологическую комиссию, отметив, что указания на точное место находки ни в дневниках раскопок Лепера, ни в описях находок нет. Первый исследователь надписи В. В. Латышев, изучая памятник по фотографиям и эстампажам, отмечал её важность и исходя из характера текста, относил её к времени Юстиниана I. Французский византист Denis Feissel обращался к надписи в свете её увязки с трактатом Прокопия Кесарийского «О постройках».